# Asmund

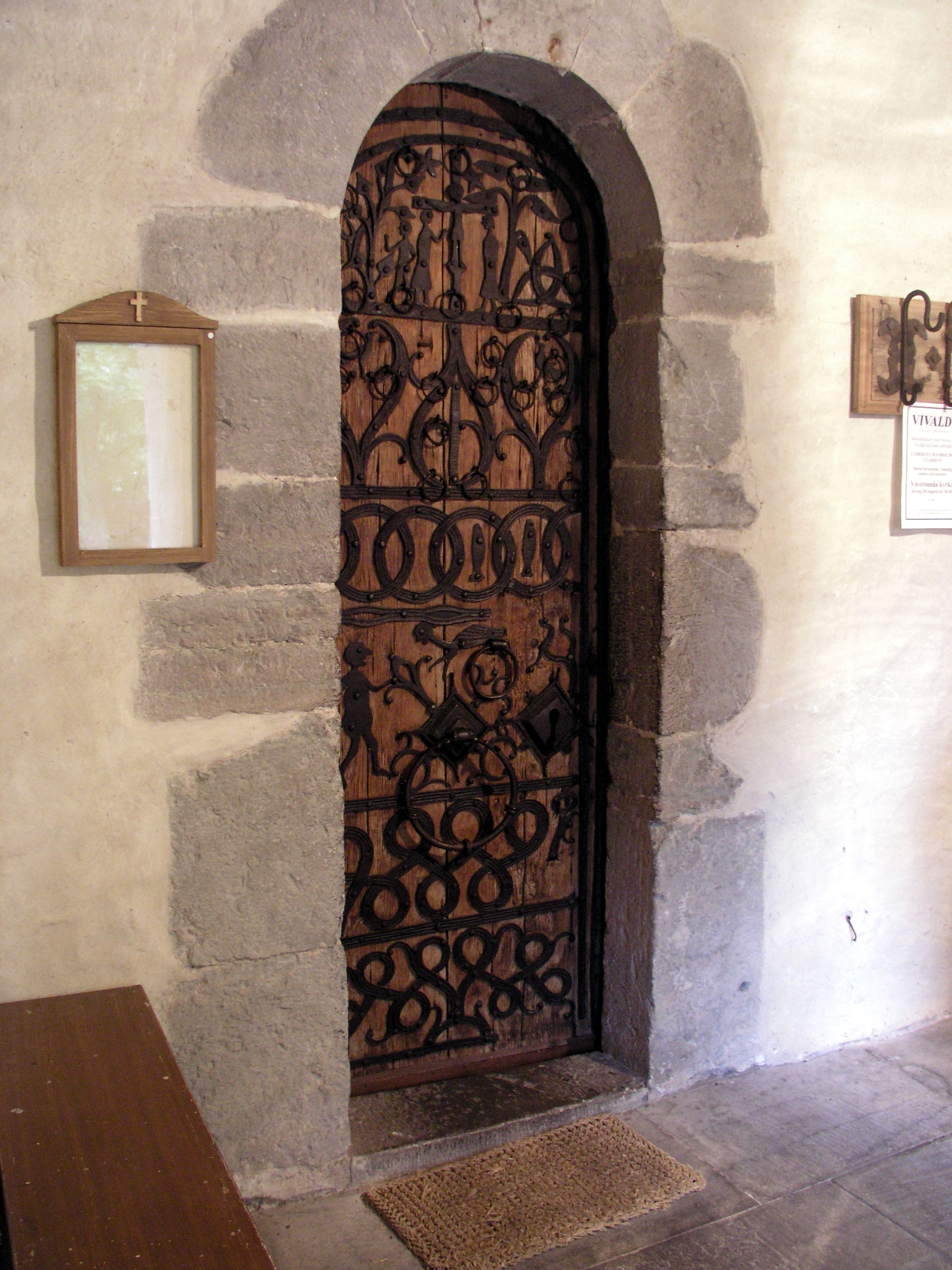
Asmunds dörr i Väversunda kyrka

Asmund var en smed, verksam i Östergötland och Västergötland i slutet av 1100-talet.
Av kända arbeten av honom finns tre järnsmidda och med runor signerade kyrkdörrar i Väversunda kyrka, Ströja kyrka och Värsås kyrka. 
Hans järnbeslag är delvis formade till figurer, bland annat Syndafallet och Korsfästelsen, men till större delen som band- och växtornamentik. Hans motivbild är besläktad med den hos dörren i Rogslösa kyrka.